# Karl Brauner (Jurist)
Karl Brauner ist ein deutscher Jurist und war stellvertretender Generaldirektor der Welthandelsorganisation (WTO).

## Leben
Brauner studierte Rechtswissenschaften in Deutschland und hat einen Abschluss von der Cambridge University. Er wurde Anwalt und begann seine Karriere im Bundeswirtschaftsministerium in Bonn 1983. Von 1986 bis 1987 arbeitete er an der deutschen Vertretung bei den Vereinten Nationen in New York und später in Athen und Sydney. Brauner war ebenfalls als Gastprofessor an der Universität Bielefeld tätig.
Brauner war später im Bundeswirtschaftsministerium für zwölf Jahre als Direktor für die Außenhandelspolitik tätig. Unter anderem war er zuständig für die Kontrolle des Exportes. Weiterhin war er Deutschlands Repräsentant im Trade Policy Committee der Europäischen Union und nahm teil an allen WTO-Ministerkonferenzen seit der Doha-Runde.
Brauner wurde vom WTO-Generaldirektor Roberto Azevedo zum stellvertretenden Generaldirektor ernannt. Sein Amt trat er am 1. Oktober 2013 an. Er wurde für eine zweite Amtszeit ernannt, die am 1. Oktober 2017 begann. Er war insbesondere für die zwei rechtlichen Abteilungen der Welthandelsorganisation, die Verwaltung, Finanzen und Personal zuständig. Nach dem Rücktritt Azevedos war er mit seinen Kollegen Alan Wolff, Yi Xiaonzhun und Yonov Frederick Agah dafür verantwortlich, bis zur Wahl einer neuen Generaldirektoren die Amtsgeschäfte zu übernehmen.